# Karel Skoupý
Karel Skoupý (Lipůvka, 30 dicembre 1886 – Brno, 22 febbraio 1972) è stato un vescovo cattolico ceco.

## Biografia
Karel Skoupý nacque a Lipůvka il 30 dicembre 1886.

### Formazione e ministero sacerdotale
Frequentò il liceo classico e compì gli studi per il sacerdozio a Brno. Fu ordinato presbitero per la diocesi di Brno il 16 luglio 1911  nella cattedrale diocesana da monsignor Pavel Huyn. L'11 aprile 1918 conseguì la laurea in teologia.
In seguito fu cappellano a Velké Dyjákovice (1911 - 1912), prefetto del seminario vescovile di Brno (1912 - 1919), insegnante in diverse scuole della città e professore di Nuovo Testamento in seminario dal 1919 al 1921. Dal 1º marzo 1921 fu professore di studi biblici e rettore del seminario dal 1923 al 1946.
Nel 1910 visitò la Terra Santa con l'Associazione Palestinese e, durante il viaggio di ritorno, fu ammesso al Terzo ordine regolare di San Francesco ad Assisi.
Faceva parte dell'Associazione degli accademici cattolici moravi.

### Ministero episcopale

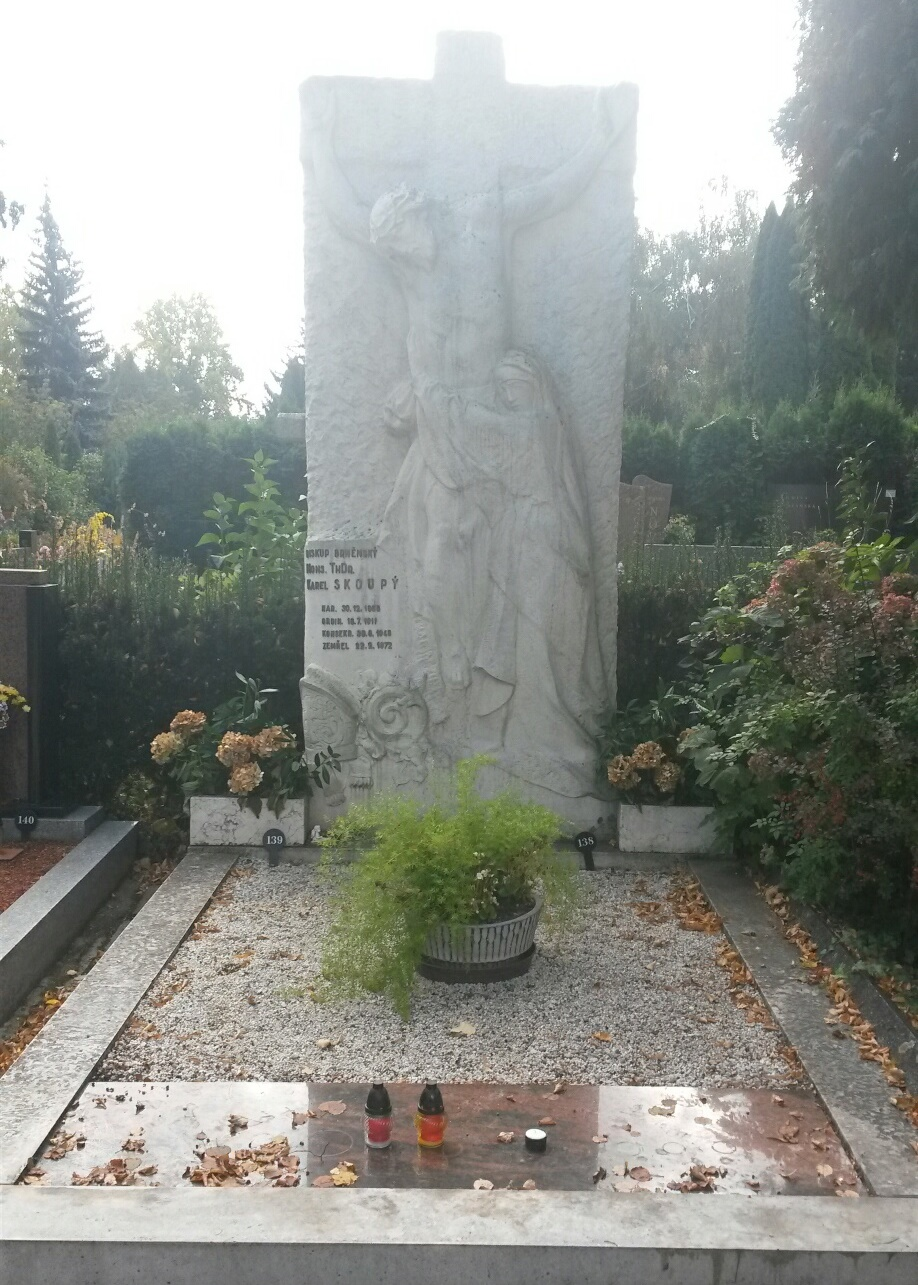
Tomba di monsignor Karel Skoupý nel cimitero centrale di Brno.

Il 3 aprile 1946 papa Pio XII lo nominò vescovo di Brno. Ricevette l'ordinazione episcopale il 30 giugno successivo dal vescovo di Hradec Králové Mořic Pícha, co-consacranti il vescovo ausiliare di Olomouc Stanislav Zela e il vescovo ausiliare di Nitra Eduard Nécsey.
Come vescovo, prestò grande attenzione alla formazione dei giovani sacerdoti e all'educazione cattolica e nel 1947 aprì il liceo vescovile a Brno. Dopo il colpo di stato del 1948 monsignor Skoupý, come altri chierici, fu vittima della repressione da parte della leadership comunista dello Stato. Nel 1950 fu internato illegalmente e gli fu impedito di esercitare il ministero episcopale. Nel 1953 fu posto in completo isolamento e fino al 1963 fu tenuto in luoghi segreti e gli fu impedito qualsiasi contatto con il mondo esterno. Nel 1963 fu scarcerato ma continuò a vivere sotto la supervisione della Státní bezpečnost nella casa della carità di Žernůvka, vicino a Tišnov. Tra il 1953 e il 1968 la diocesi fu amministrata dal vicario capitolare Josef Kratochvíl. Nel 1968, con la temporanea liberalizzazione politica della Primavera di Praga, riuscì a tornare al ministero attivo. Celebrò il suo ritorno in diocesi con una celebre santa messa il 22 giugno. Lo stesso anno si recò a Roma dove incontrò papa Paolo VI. Nel 1970 visitò di nuovo il pontefice e gli regalò un piccolo altare con i patroni cechi e moravi. All'inizio degli anni '70 le sue attività furono nuovamente limitate dalle autorità statali.
Morì a Brno il 22 febbraio 1972 all'età di 85 anni. Le esequie si tennero il 28 febbraio e vi presero parte 50 000 persone. L'intera cerimonia divenne una manifestazione silenziosa contro il regime. È sepolto nel cimitero centrale di Brno.
Dopo la sua morte il regime comunista rese impossibile nominare un successore fino alla sua caduta. Tra il 1972 e il 1990 la diocesi fu amministrata dal vicario capitolare Ludvík Horký.

## Genealogia episcopale
La genealogia episcopale è:
- Cardinale Scipione Rebiba
- Cardinale Giulio Antonio Santori
- Cardinale Girolamo Bernerio, O.P.
- Arcivescovo Galeazzo Sanvitale
- Cardinale Ludovico Ludovisi
- Cardinale Luigi Caetani
- Cardinale Ulderico Carpegna
- Cardinale Paluzzo Paluzzi Altieri degli Albertoni
- Papa Benedetto XIII
- Papa Benedetto XIV
- Cardinale Enrico Enriquez
- Arcivescovo Manuel Quintano Bonifaz
- Cardinale Buenaventura Córdoba Espinosa de la Cerda
- Cardinale Giuseppe Maria Doria Pamphilj
- Papa Pio VIII
- Papa Pio IX
- Cardinale Gustav Adolf von Hohenlohe-Schillingsfürst
- Arcivescovo Salvatore Magnasco
- Cardinale Gaetano Alimonda
- Cardinale Teodoro Valfrè di Bonzo
- Arcivescovo František Kordač
- Cardinale Karel Boromejský Kašpar
- Vescovo Mořic Pícha
- Vescovo Karel Skoupý

## Araldica
| Stemma | Titolare                     | Descrizione |
|        | Karel Skoupý Vescovo di Brno | Inquartato: al 1º e al 4º quarto di nero, alla spada d'argento manicata di rosso, posta in palo, attraversata da due chiavi d'oro, poste in decusse ; al 2º e al 3º quarto di verde, alla doppia croce patente d'argento, ancorata in punta con gli uncini a foglia di tiglio. Ornamenti esteriori da vescovo. Motto: "Caritas Christi urget nos". |